# Chistochina (Alasca)
Chistochina é uma Região censo-designada localizada no estado americano de Alasca, no Distrito de Valdez-Cordova.

## Demografia
Segundo o censo americano de 2000, a sua população era de 93 habitantes.

## Geografia
De acordo com o United States Census Bureau, a localidade tem uma área de 932,0 km², dos quais 930,9 km² cobertos por terra e 1,1 km² cobertos por água.

## Localidades na vizinhança
O diagrama seguinte representa as localidades num raio de 72 km ao redor de Chistochina.